# Des gens sans importance
Pour plus de détails, voir Fiche technique et Distribution.
Des gens sans importance est un film français d'Henri Verneuil sorti en 1956.

## Synopsis
Routier, Jean Viard ne trouve aucune compréhension auprès de sa famille avec laquelle il ne s'entend guère. Il lui est reproché ses longues absences, ses retours souvent retardés, le peu de temps à séjourner chez lui entre deux missions. Avec son fidèle coéquipier Berty, il s'arrête souvent au relais « La Caravane » où il rencontre Clotilde, une petite bonne d'une vingtaine d'années. Lassitude, solitude des deux êtres qui, irrésistiblement attirés l'un vers l'autre, se rapprochent. Un amour solide naît. 
De multiples contretemps vont empêcher Jean et Clotilde de former un couple durable. Jean perd momentanément son emploi. Clotilde, enceinte, n'osera lui avouer son état et se fera avorter. Elle meurt dans l'ambulance qui l'a prise en charge trop tard, d'une septicémie consécutive à l'avortement réalisé dans la clandestinité quelques jours plus tôt, alors qu'ils avaient enfin décidé de se retrouver et partir refaire leur vie ensemble.

## Fiche technique
- Réalisation : Henri Verneuil, assisté de Fabien Collin, Jacques Rouffio, Jean Vigne
- Scénario : Henri Verneuil et François Boyer, d'après le roman de Serge Groussard
- Dialogue : François Boyer
- Décors : Robert Clavel, assisté de Jean Forestier, Marc Desage
- Photographie : Louis Page
- Opérateur : Jean Lalier, Louis Stein, assistés de Jacques Duhamel et Marc Champion
- Son : Jean Rieul, assisté de Marcel Corvaisier et Jean Bareille
- Musique : Joseph Kosma
- Montage : Christian Gaudin, assisté de Jacqueline Bredillon
- Tournage : Paris Studio Cinéma de Boulogne-Billancourt du 19 septembre au 30 novembre 1955
- Chef de production : René Lafuite, Ignace Morgenstern, Marcel Berbert
- Sociétés de production : Cocinor, Chaillot Films, Ardennes Films
- Société de distribution : Cocinor
- Format : noir et blanc — 35 mm — 1.37:1 — son monophonique
- Genre : drame
- Durée : 101 minutes
- Date de sortie : 
  - France - 15 février 1956
- Visa d'exploitation : 16553
- Affiche : Jean Mascii (France)

## Distribution
| - Jean Gabin : Jean Viard, routier, amant de Clotilde - Françoise Arnoul : Clotilde Brachet « Clo », serveuse - Pierre Mondy : Pierrot Berty, coéquipier de Jean - Paul Frankeur : Émile Barchandeau, restaurateur - Yvette Étiévant : Solange Viard, l'épouse de Jean - Dany Carrel : Jacqueline Viard, la fille ainée - Lila Kedrova : Mme Vacopoulos, la tenancière - Robert Dalban : Gilier, le contremaître de la société - Nane Germon : Mme Cussac, la mère de Clotilde - Pierre Fromont : Brégier, un routier - Max Mégy : Philippe, l'ami de Jacqueline - Héléna Manson : Germaine Constantin, l'avorteuse - Marcelle Arnold : la concierge des Viard - Gabriel Gobin : l'homme de « La croix de Briac » - Edmond Ardisson : le routier qui reçoit la gifle - Jacques Ary : un routier - Charles Bouillaud : un voisin des Viard - Alain Bouvette : le chauffeur qui s'endort - André Dalibert : un routier - Jean Daurand : un infirmier | - Gérard Darrieu : le routier ramenant un lapin - Emile Genevois : un routier au garage - Harold Kay : l'officier américain - Raoul Marco : le propriétaire magasin de meubles - Jacques Marin : le routier qui fesse Clotilde - Germaine Michel : la voisine de Bordeaux - Nina Myral : une employée chez Barchandeau - Philippe Clair : un joueur de baby foot - Henri Coutet : un employé du garage - Édouard Francomme : le bistrotier - Robert Mercier : un routier - Jimmy Perrys : un routier danseur - Jean Blancheur : Monsieur Constantin, le mari de l'avorteuse - Monique Delcour - Marcel Rouzé - Annick Bertrand - Marcel Roche - Raymond Waskroff - Charles Humbert : Max Viard (non crédité) - Christian Loiseau : Loulou Viard (non crédité) |

## Autour du film
Au-delà de l'intrigue amoureuse entre Jean et Clotilde, le film est aussi un témoignage assez fidèle de la vie des routiers de l'époque, bien différente de ce qu'elle peut être aujourd'hui. Gabin est en quelque sorte capitaine et maître à bord de son camion  — un gros semi-remorque Willème, type LC 610 N, surnommé avec son long capot "nez de requin"— et a une certaine latitude dans le choix de ses itinéraires et de ses horaires. Il se révolte et perd son emploi après être entré dans une colère noire  lorsque son patron lui impose un contrôlographe (que les routiers préféraient appeler  "mouchard")  à bord, ce qu'il ressent comme une marque de défiance.
Film sur la classe ouvrière, Des gens sans importance, porte témoignage d'une certaine déshumanisation des conditions de travail sous l'influence de la course au rendement. C'est aussi un film qui aborde le problème de l'avortement, sujet encore très tabou à l'époque.